# Municipio de Dillsboro
El municipio de Dillsboro (en inglés: Dillsboro Township) es un municipio ubicado en el  condado de Jackson en el estado estadounidense de Carolina del Norte. En el año 2010 tenía una población de 1.527 habitantes.

## Geografía
El municipio de Dillsboro se encuentra ubicado en las coordenadas 35°22′45.36″N 83°14′52.53″O / 35.3792667, -83.2479250.